# Epidendrum summerhayesii
Epidendrum summerhayesii är en orkidéart som beskrevs av Eric Hágsater. Epidendrum summerhayesii ingår i släktet Epidendrum och familjen orkidéer. Inga underarter finns listade i Catalogue of Life.